# Пуєштій-де-Сус
Пуєштій-де-Сус (рум. Puieștii de Sus) — село у повіті Бузеу в Румунії. Входить до складу комуни Пуєшть.
Село розташоване на відстані 136 км на північний схід від Бухареста, 39 км на північний схід від Бузеу, 65 км на захід від Галаца, 126 км на схід від Брашова.

## Населення
За даними перепису населення 2002 року у селі проживали 486 осіб, усі — румуни. Усі жителі села рідною мовою назвали румунську.